# Hannah Macleod
Hannah Louise Macleod (Boston, 9 de junio de 1984) es una exjugadora británica de hockey sobre césped.

## Trayectoria
Macleod venció a Nueva Zelanda, en el partido por el tercer puesto, y obtuvo la medalla de bronce en los Juegos Olímpicos de Londres 2012. En Río 2016 le ganó a Países Bajos en la final y consiguió la primera medalla de oro para la selección británica.